# Williams FW18
Der Williams FW18 ist der 14. Formel-1-Rennwagen von Williams F1. Er wurde in der Formel-1-Saison 1996 eingesetzt, die Motoren wurden wie im Vorjahr von Renault geliefert. Adrian Newey und Patrick Head waren für das Design verantwortlich. Mit dem FW18 gewann Damon Hill seinen ersten und einzigen Weltmeistertitel. Williams konnte sich zum achten Mal die Konstrukteursmeisterschaft sichern.

## Fahrer
Damon Hill, der Vizemeister der vorigen Saison, bestritt 1996 seine vierte und letzte Saison für Williams, ehe er zur Saison 1997 zu Arrows wechselte. Jacques Villeneuve, der 1995 das Indianapolis 500 gewann und Meister in der IndyCar World Series wurde, wurde von Frank Williams als neuer Fahrer verpflichtet. Der bisherige zweite Fahrer David Coulthard wechselte zu McLaren. Jean-Christophe Boullion, der in der Saison 1995 als Stammfahrer für Sauber Motorsport angetreten war, wurde als Test- und Ersatzfahrer verpflichtet.

## Technik
Der FW18 wurde unter der Leitung von Adrian Newey und Patrick Head entwickelt. Angetrieben wurde der Rennwagen von einem Renault-V10-Motor mit 3000 cm3 Hubraum. Das Getriebe war eine Williams-Eigenkonstruktion. Der Treibstoff wurde von Elf geliefert, die Reifen wurden von Goodyear bezogen. Von AP Racing bezog man Karbon-Scheibenbremsen.

## Renneinsätze
Der Williams FW18 war der zuverlässigste Formel-1-Rennwagen der Saison. Von 2028 möglichen Runden konnte man 1778 beenden – mehr als alle anderen Wagen. In der gesamten Saison musste man nur 4 technische Ausfälle hinnehmen. Bei allen Rennen der Saison war man konkurrenzfähig. Bei jedem Rennen der Saison, außer in Monaco und Italien, stand mindestens ein Williams-Pilot auf dem Podium. Ganze 12 der 16 Saisonrennen konnte man sogar gewinnen. Damon Hill startete bei jedem Rennen der Saison (16) aus der ersten Startreihe, damit zog er mit Ayrton Senna (1989) und Alain Prost (1993) gleich.
Nach dem Saisonauftakt in Australien führte Damon Hill die WM an und gab diese Führung die ganze Saison über nicht mehr ab. Jacques Villeneuve wurde in seinem ersten Jahr in der Formel 1 Vizemeister. Die Konstrukteursmeisterschaft gewann Williams überlegen mit 105 Punkten Vorsprung auf das zweitplatzierte Team Ferrari.

### Ergebnisse

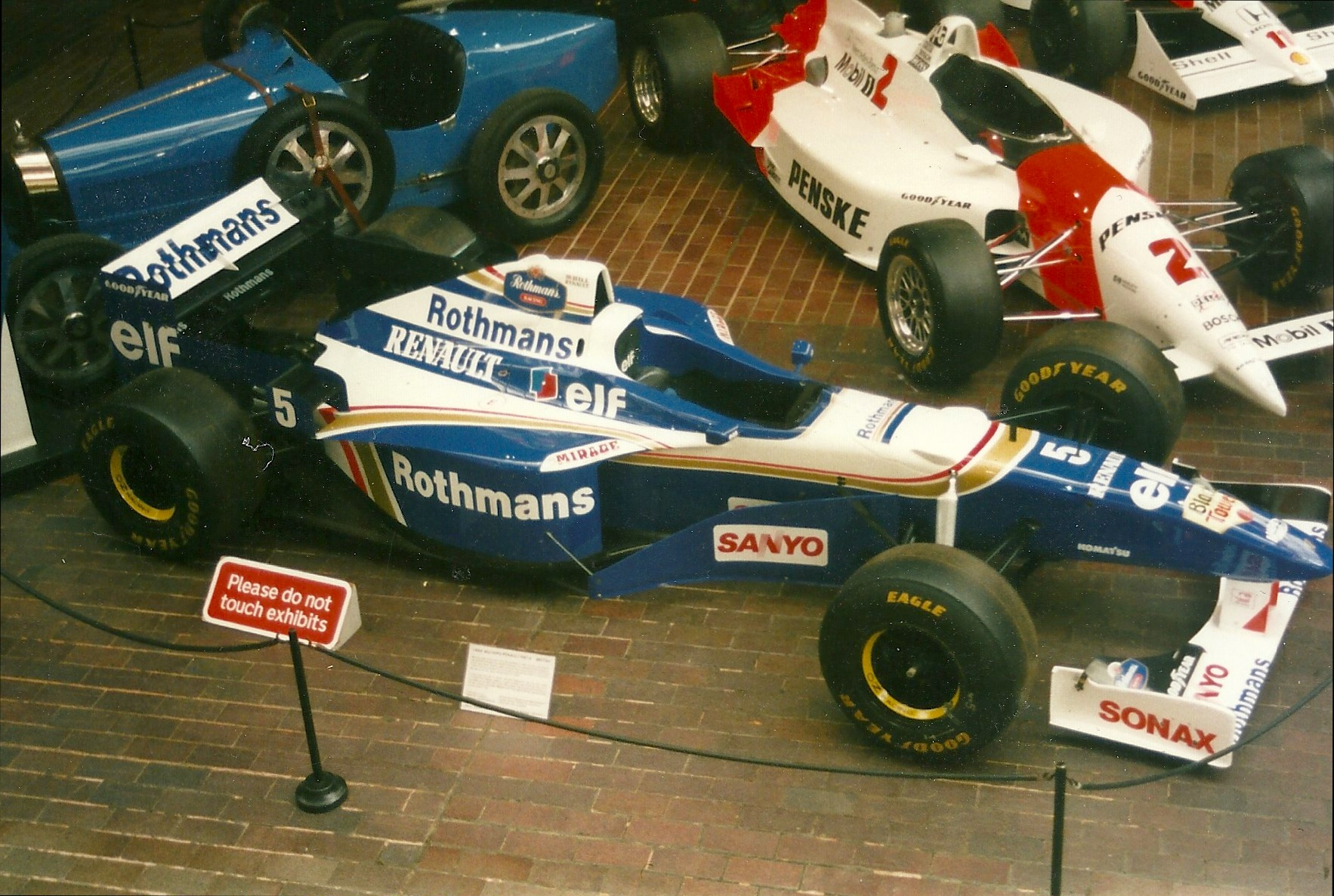
Williams FW18 im Beaulieu National Motor Museum

| Fahrer               | Nr.                  | 1 | 2   | 3 | 4 | 5  | 6   | 7   | 8 | 9 | 10  | 11 | 12 | 13 | 14  | 15 | 16  | Punkte | Rang |
| -------------------- | -------------------- | - | --- | - | - | -- | --- | --- | - | - | --- | -- | -- | -- | --- | -- | --- | ------ | ---- |
| Formel-1-Saison 1996 | Formel-1-Saison 1996 |   |     |   |   |    |     |     |   |   |     |    |    |    |     |    |     | 175    | 1.   |
| D.Hill               | 5                    | 1 | 1   | 1 | 4 | 1  | DNF | DNF | 1 | 1 | DNF | 1  | 2  | 5  | DNF | 2  | 1   | 175    | 1.   |
| J. Villeneuve        | 6                    | 2 | DNF | 2 | 1 | 11 | DNF | 3   | 2 | 2 | 1   | 3  | 1  | 2  | 7   | 1  | DNF | 175    | 1.   |

| Legende  | Legende            | Legende                                                          |
| Farbe    | Abkürzung          | Bedeutung                                                        |
| -------- | ------------------ | ---------------------------------------------------------------- |
| Gold     | –                  | Sieg                                                             |
| Silber   | –                  | 2. Platz                                                         |
| Bronze   | –                  | 3. Platz                                                         |
| Grün     | –                  | Platzierung in den Punkten                                       |
| Blau     | –                  | Klassifiziert außerhalb der Punkteränge                          |
| Violett  | DNF                | Rennen nicht beendet (did not finish)                            |
| Violett  | NC                 | nicht klassifiziert (not classified)                             |
| Rot      | DNQ                | nicht qualifiziert (did not qualify)                             |
| Rot      | DNPQ               | in Vorqualifikation gescheitert (did not pre-qualify)            |
| Schwarz  | DSQ                | disqualifiziert (disqualified)                                   |
| Weiß     | DNS                | nicht am Start (did not start)                                   |
| Weiß     | WD                 | zurückgezogen (withdrawn)                                        |
| Hellblau | PO                 | nur am Training teilgenommen (practiced only)                    |
| Hellblau | TD                 | Freitags-Testfahrer (test driver)                                |
| ohne     | DNP                | nicht am Training teilgenommen (did not practice)                |
| ohne     | INJ                | verletzt oder krank (injured)                                    |
| ohne     | EX                 | ausgeschlossen (excluded)                                        |
| ohne     | DNA                | nicht erschienen (did not arrive)                                |
| ohne     | C                  | Rennen abgesagt (cancelled)                                      |
| ohne     | keine WM-Teilnahme |                                                                  |
| sonstige | P/fett             | Pole-Position                                                    |
| sonstige | 1/2/3/4/5/6/7/8    | Punktplatzierung im Sprint-/Qualifikationsrennen                 |
| sonstige | SR/kursiv          | Schnellste Rennrunde                                             |
| sonstige | *                  | nicht im Ziel, aufgrund der zurückgelegten Distanz aber gewertet |
| sonstige | ()                 | Streichresultate                                                 |
| sonstige | unterstrichen      | Führender in der Gesamtwertung                                   |

## Verbleib nach der Saison
- Ein Exemplar des FW18 steht im Beaulieu National Motor Museum.

- 2010 absolvierte Damon Hill im Rahmen des Großen Preis von Bahrain 2010 einen Showrun im FW18 auf dem Bahrain International Circuit.
- 2012 fuhr Pastor Maldonado bei einem weiteren Showrun neben einigen anderen ehemaligen Williams-Boliden mit dem FW18 auf dem Silverstone Circuit.[4]